# Lady Andrade
Lady Patricia Andrade Rodríguez (Bogotà, 10 gennaio 1992) è una calciatrice colombiana, centrocampista o attaccante del Real Brasília e della nazionale colombiana.

## Carriera

### Club
Lady Andrade si avvicina al calcio fin da giovanissima, iniziando l'attività come amatore nell'Inter de Bogotá, mettendosi in luce nella formazione di calcio a 11 e alternando le presenze con la squadra di calcio a 5, nel suo paese conosciuto come Microfútbol, e rimanendo legata alla società fino ai 16 anni.
Nel 2009 si trasferisce al Formas Íntimas, società con sede a Medellín, capoluogo dell'omonima area metropolitana e del dipartimento di Antioquia, che deve il nome all'azienda di biancheria intima che ne è proprietaria. Veste la sua maglia nell'edizione 2011 della Coppa Libertadores, la terza dall'istituzione del torneo riservato alle squadre femminili di club, e realizzando in quell'occasione due reti, la prima nell'incontro vittorioso sulle argentine del Boca Juniors, dove al 33' accorcia le distanze su rigore portando il parziale sul 2-1 iniziando la rimonta delle colombiane, e la seconda nella sconfitta per 3-2 con le ecuadoriane della Liga de Quito, siglando il pareggio parziale per 1-1 al 30'.
Nel 2012, ha gareggiato nuovamente con il club nella prima edizione della Coppa Pre Libertadores organizzata dalla Federazione calcistica della Colombia (FCF), che l'ha qualificata per la quarta edizione della Coppa Libertadores femminile organizzata da CONMEBOL nuovamente in Brasile, segnando il suo unico gol in questa competizione nella sconfitta contro il Deportivo Quito il 15 novembre 2012.

### Nazionale
Lady Andrade inizia ad essere convocata dalla federazione calcistica della Colombia (Federación Colombiana de Fútbol - FCF) fin dal 2008, inserita in rosa dal tecnico della formazione Under-17 Pedro Ignacio Rodríguez per la fase finale di Cile 2008, edizione inaugurale del campionato sudamericano di categoria. Pur se impiegata limitatamente condivide con le compagne la conquista del titolo davanti alle pari età del Brasile.
In seguito viene chiamata dal tecnico Ricardo Rozo nella formazione Under-20 impegnata nell'edizione casalinga 2010 del campionato sudamericano U20. Durante il torneo Andrade si mette in luce segnando tre reti, l'ultima delle quali che nelle semifinali all'80' fissa il risultato sul 2-1 sulle avversarie del Paraguay e che assicura alla sua nazionale l'accesso ai Mondiali U20 di Germania 2010. Anche al Mondiale Andrade si rivela determinante per il percorso della Colombia nel torneo, siglando all'86' la rete che consente di pareggiare 1-1 l'incontro con la Francia accedendo così ai quarti di finale per migliore differenza reti. La squadra, vittoriosa per 2-0 sulla Svezia viene sconfitta in semifinale dalla Nigeria per terminare poi il torneo nella finale per il terzo posto, persa con la Corea del Sud.
Inserita in rosa per rappresentare la Colombia nei mondiali del 2015 in Canada, segna un gol contro la Francia.

## Palmarès
(parziale)

### Nazionale
- Giochi panamericani: 1

Perù 2019
- Campionato sudamericano femminile Under 17 di calcio: 1

2008